# Réseau écologique

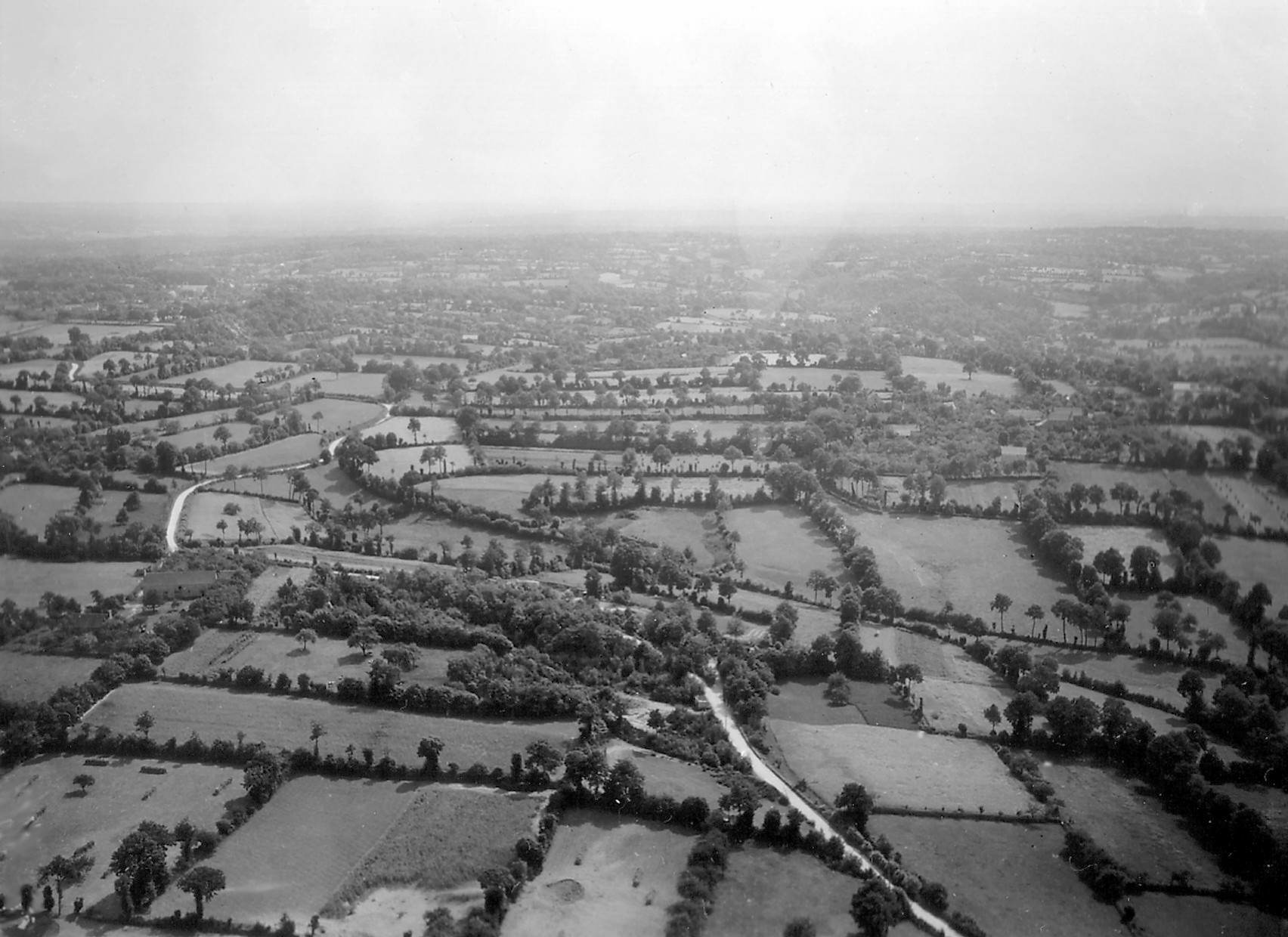
Le bocage traditionnel (ici du Cotentin, en France, vers 1945) est un exemple de maillage écopaysager : Il offrait un compromis intéressant entre protection et exploitation des sols et des agro- et éco-systèmes. Le réseau des haies, fossés et talus, y compris au niveau souterrain permet la circulation et le maintien d'espèce qui disparaissent dans un paysage d'openfield, dont de nombreux « auxiliaires de l'agriculture ».

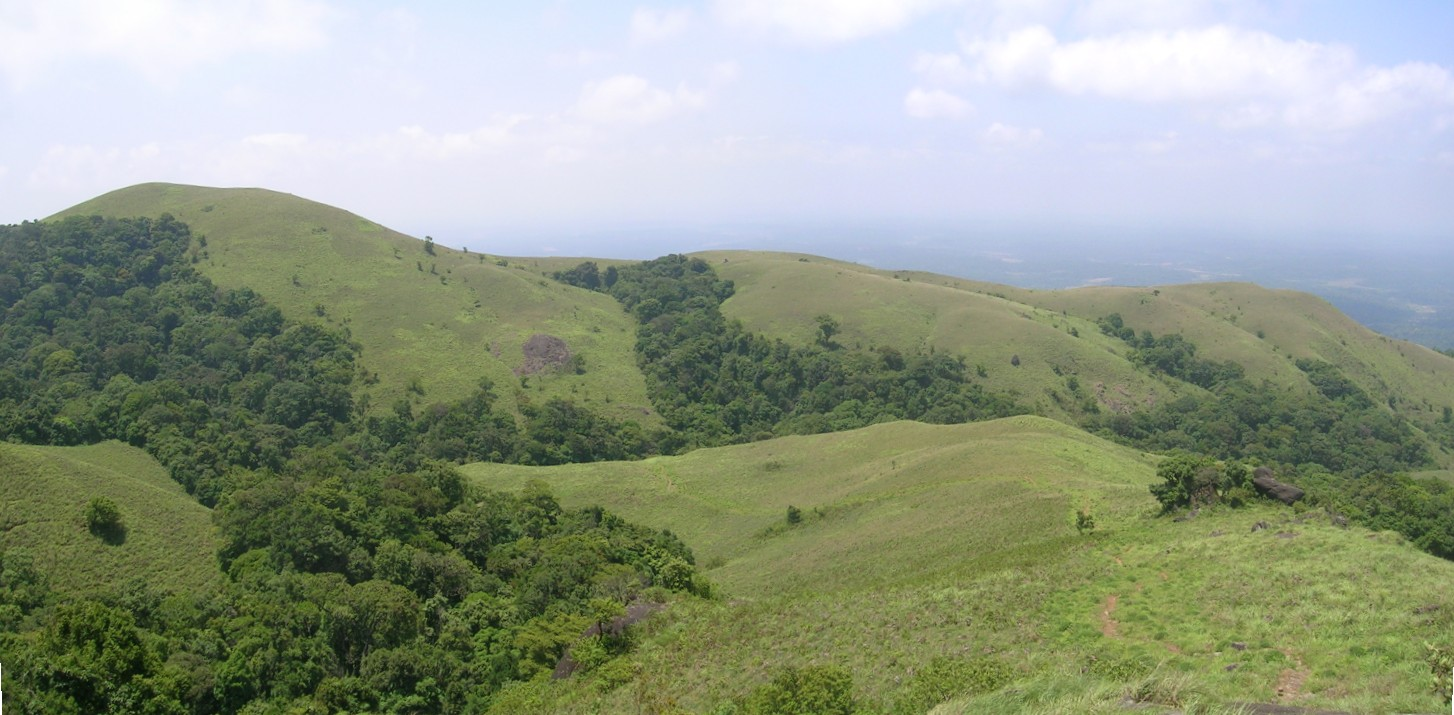
Ici (Brahmagiri hill, en Inde), à une autre échelle, un réseau de « bandes boisées » protègent les cours d'eau et vallée des effets d'un ruissellement excessif (érosion, turbidité de l'eau, exacerbation des inondations et sécheresses. Cette forêt galerie très homogène et dense prive aussi l'eau de la lumière, situation fréquente et a priori normale dans ces régions.

Le réseau écologique (parfois nommé « infrastructure verte » dans les documents européens) est un concept théorique de l'Écologie du paysage relativement récent, et en cours d'appropriation par le droit et les collectivités (notamment via la Trame verte et bleue (européenne, nationale et locale) et ses corridors biologiques en France). Il décrit le complexe constitué par la somme (physique et fonctionnelle) des infrastructures naturelles. Un réseau écologique peut être visible (une vallée, un fleuve) ou non. 
L'Organisation des Nations unies a reconnu à Rio l'importance cruciale de la Biodiversité, puis au Sommet mondial de Johannesburg sur le Développement durable l'urgence d’une restauration et du développement durable des réseaux écologiques, incluant pour cela dans son plan de mise en œuvre des engagements précis « En vue d’assurer la préservation et l’utilité durable de la biodiversité, promouvoir et appuyer les initiatives en faveur des zones de richesse biologique et autres zones essentielles pour la biodiversité et promouvoir la mise en place de réseaux et de couloirs écologiques aux niveaux national et régional », en ajoutant l'objectif de parvenir, d’ici à 2010, à une réduction substantielle de l'érosion de la biodiversité — l'Europe vise, quant à elle, à stopper cette érosion —, et une concentration des efforts pour délimiter de nouvelles zones marines protégées au profit des poissons et autres formes de vie marine.

## Réseau multiscalaire
Le réseau écologique est efficient à plusieurs échelles spatiales et temporelles. Il est en effet fonctionnel, dès les échelles les plus locales (ex réseau bactérien ou de mycélium de champignons), aux échelles écopaysagères biosphériques.
Ses représentations en sont nécessairement souvent théorique, très grossièrement simplifiées et simplificatrices, car il est un système ouvert et d'une extrême complexité. C'est probablement le système le plus complexe qu'on puisse trouver sur la planète.
Le réseau écologique n'est jamais figé, il est en équilibre dynamique. Il évolue à échelle planétaire au cours des millions d'années au gré de la dérive des continents, au rythme des glaciations et des catastrophes biogéologiques. Il se structure dans l'espace et dans le temps, autour des espèces qui évoluent et se reproduisent en modifiant leur environnement, et des infrastructures naturelles (vallées, littoraux, zones ou bandes boisées, lisières et autres écotones qu'elles construisent et/ou utilisent pour se déplacer (passivement ou activement), c’est-à-dire du maillage de corridors biologiques. Quand il s'agit d'un outil de gestion restauratoire (de type trame verte et bleue), il peut être organisé en sous-trames et corridors plus ou moins hiérarchisés.

## Corridors biologiques et zones de connexion biologiques

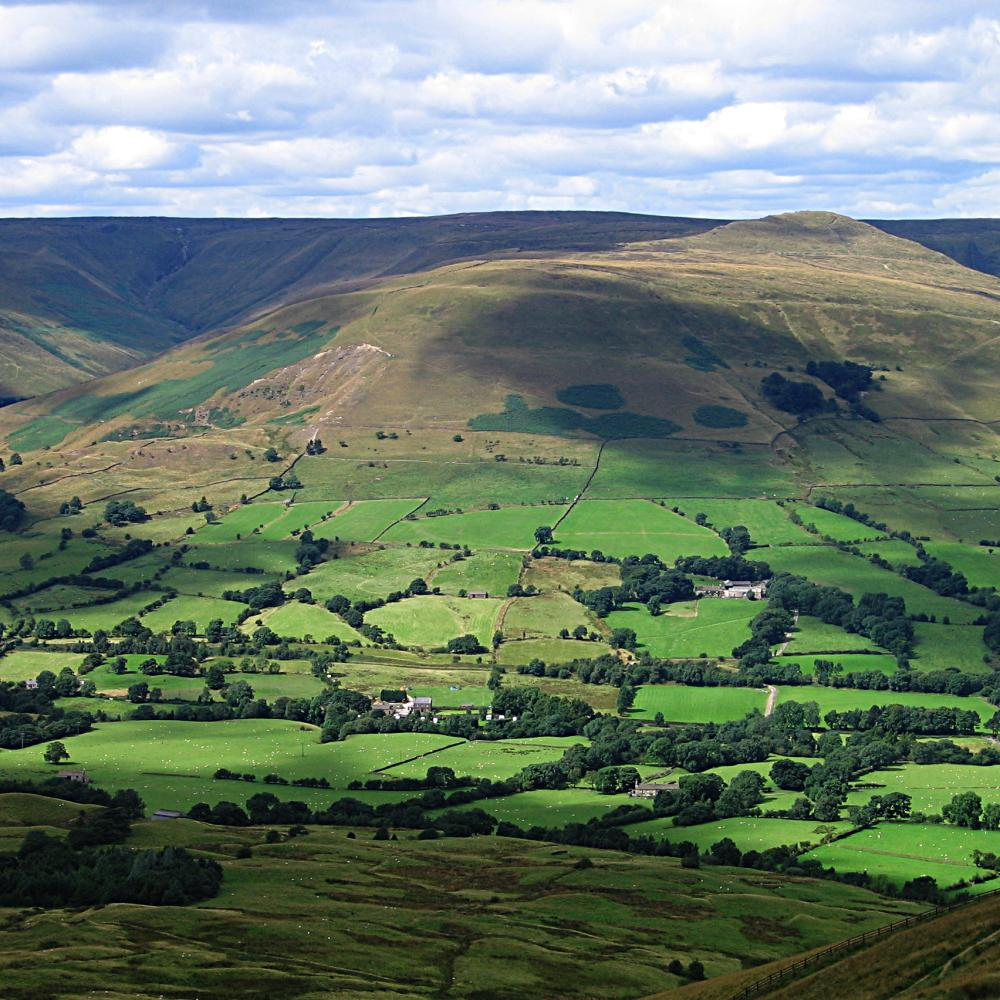
Le bocage comme zone de connexion écologique.

Dans le domaine de l'écologie du paysage et au sein d'un réseau écologique, une zone de connexion biologique, ou zone de connectivité biologique, ou encore zone de continuité biologique, est un espace où plusieurs corridors biologiques fonctionnent conjointement ; chaque corridor biologique désignant ici une (infra)structure naturelle ou semi-naturelle spécifique à la dispersion biologique d'une espèce ou d'une communauté d'espèces particulières, entre différentes taches d'habitats ou entre différents habitats (massifs forestiers, zones humides),,. La zone de connexion biologique est « un espace fonctionnel d’échange biologique permettant le maintien des biodiversités locales ». Ces zones jouent un rôle de dispersion et de connexion entre différents corridors biologiques et leurs zones-tampons.
Ces zones sont de plus en plus fragmentées par les infrastructures de transport des biens, personnes et énergies, perturbant le fonctionnement des écosystèmes et fragilisant les faunes locales,.
Le bocage, mais également les prairies, les cultures et les petits vallons, sont des zones de connexion biologiques.

## Exemples de réseaux écologiques à grande échelle
- Réseau écologique panaméricain : déjà prévu en 1992 par la convention sur la protection de la nature en Amérique centrale, qui soulignait l’importance de l’isthme centro-américain en tant que corridor biologique (déjà tranché par le canal de Panama et à nouveau menacé par un élargissement du canal de Panama sans mesures compensatoires visant à restaurer un minimum de continuité écologique).
- Projet du Réseau écologique paneuropéen (REP ou PEEN (pan-european ecological network) du Conseil de l’Europe.
- Réseau Emerald (émeraude) de la Convention de Berne.
- Réseau Natura 2000 de l’Union Européenne qui dans l'esprit de ses concepteurs était un réseau qui devait relier des noyaux représentatifs des habitats européens par des corridors biologiques, mais qui n'est encore qu'un réseau virtuel de sites désignés comme nécessitant une protection et une gestion particulière en raison de leur intérêt européen.
- Les pays européens doivent décliner le REP à échelle locale en un réseau écologique national protégé. Ce réseau écologique paneuropéen s'appuie notamment sur Natura 2000 et l'accord AEWA pour les oiseaux.
- Convention alpine (1994) qui vise notamment un réseau écologique dans les Alpes via son protocole pour la conservation de la nature et des paysages (article 12)[8].
- Trame verte en France (d'abord testée dans le Nord-Pas-de-Calais, en Alsace et en Isère).
- Corridor climatique (en Australie, sur un axe Nord-Sud pour faciliter les mouvements de la flore, faune et fonge face aux changements climatiques).
- Un réseau écologique est en cours d'élaboration en France pour l'outre-mer, zone de grande richesse en biodiversité et espèces endémiques, et habitats exceptionnels, souvent vulnérables ou menacés. Le Grenelle de l’environnement a demandé la mise en place d'un réseau incluant des aires marines protégées, inspiré de Natura 2000, des deux directives européennes Oiseaux et Habitats-Faune-Flore, à adapter aux spécificités de ces territoires. La loi Grenelle 1 prévoit de « mettre en place des dispositifs de connaissance, de gestion intégrée et de protection des habitats et des espèces sauvages terrestres et marines, comparables aux dispositifs existants en métropole, lorsque ces derniers ne sont pas applicables »[9]. L'ONF est notamment chargé de ce travail[10] avec l'appui du MEEDDM, du Secrétariat d'État à l'outre-mer (SEOM) et même de l'Union européenne qui en juillet 2008 a organisé une conférence L'Union européenne et l'outre-mer proposant un système BEST pour aider à appliquer la Convention de Rio pour la biodiversité insulaire et amazonienne et sur les aires protégées, soutenir les stratégies et plans d'action locaux pour la biodiversité des RUP (Régions ultra-périphériques) et des PTOM (Pays et territoires d’outre-mer).

Avant cela des projets existaient dans les ex-Pays de l'Est européens, aujourd'hui plus ou moins bien intégrés dans le réseau écologique paneuropéen :
- La Pologne avait par exemple déjà planifié plusieurs réseaux nationaux visant certaines espèces menacées (dont du bois-mort), avec des projets de larges corridors forestiers reliant l'Estonie, la Lituanie, la Biélorussie et la Pologne.
- Une Convention cadre pour la protection et le développement durable des Carpates (signée à Kiev en 2003) cadre juridiquement une protection durable des écosystèmes, et invite ses Parties à prendre des mesures pour un haut-niveau de protection des habitats (naturels et semi-naturels) et de leur connectivité écologique avec aussi « un réseau de zones protégées associé à la conservation et la gestion durable des aires situées en dehors des zones protégées ».

Tous ces réseaux sont souvent des projets de réseau minimal vital visant à restaurer, protéger et gérer durablement la biodiversité, à échelle pancontinentale à locale, incluant les réseaux immatériels de migration des oiseaux, insectes, poissons, mammifères marins, plantes, champignons, etc. Le milieu sous-marin reste néanmoins souvent oublié, alors qu'au sein des milieux et paysages sous-marins existent aussi des corridors biologiques sous-marins, que les aires marines protégées et une gestion plus durable des pêches (plus écosystémique et intégrée, commencent à tenter de prendre en compte.
L'importance et l'urgence de la restauration et protection d'un réseau cohérent et suffisant de continuums biologiques fonctionnels est exacerbée par les risques liés au changement climatique et le fait que les territoires sont de plus en plus fragmentés par les activités humaines et les réseaux d'infrastructures de transports de biens, personnes, matières et énergies (gaz, électricité, éclairage...).

## Cas de la ville
Le « réseau écologique urbain » est l'un des plus difficiles à appréhender et restaurer, or la ville et la périurbanisation ne cessent de gagner du terrain et certains espaces verts jouent un rôle de piège écologique. Le concept de ville renouvelée sur elle-même augmente encore la pression sur les derniers espaces verts urbains et les éléments qui pourraient contribuer à la trame verte urbaine. En 2010/2011, dans le cadre du Protocole de Nagoya, un référentiel URBIO a été élaboré à ce sujet.
Les espaces verts et les jardins individuels sont des éléments plus ou moins essentiels d'un réseau écologique urbain, mais ils ne constituent pas une trame. La connectivité entre ces milieux et avec les milieux naturels ou semi-naturels périphériques à la ville peut souvent être notablement développée à partir des voies ferrées (par exemple, la Petite couronne de Paris, les anciens cavaliers - voies ferrées industrielles, abandonnées - dans les bassins miniers) et des canaux, ripisylves ou berges de rivières quand ils existent. 
Sinon, c'est à partir de la végétalisation des murs, toitures vertes, terrasses et clôtures HQE, et par des stratégies adaptées d'aménagement urbain que la ville peut évoluer en créant des trames vertes de plus en plus fonctionnelles (bonne connectivité écologique). ainsi la structure urbaine (en étoile, en cercles concentriques de périphériques, en quadrillage...) déterminent aussi la capacité de la nature sauvage à circuler dans la ville.

## Réseaux écologiques et changement climatique
Le maillage complexe des corridors biologiques sera nécessairement affecté et modifié par le dérèglement climatique, directement en raison des hausses de températures et changements de pluviométrie et indirectement par ses effets collatéraux tels que la montée des océans, l'acidification des eaux douces et l'acidification des mers, etc.
Ce phénomène a été abordé en France par un rapport commandé par le Ministère chargé de l'écologie, intitulé « Changement climatique et Réseaux écologiques », produit par le Service du patrimoine naturel du Muséum national d'histoire naturelle (accessible en ligne) pour dresser l'état des lieux de la connaissance et proposer des pistes pour de recherche et développement, notamment en lien avec la TVB (Trame verte et bleue nationale) et la SCAP (Stratégie nationale de création d'aires protégées).